# Lonchorhina orinocensis
Lonchorhina orinocensis (Linares & Ojasti, 1971) è un Pipistrello della famiglia dei Fillostomidi diffuso nell'America meridionale.

## Descrizione

### Dimensioni
Pipistrello di piccole dimensioni, con la lunghezza totale tra 97 e 110 mm, la lunghezza dell'avambraccio tra 40,4 e 43,7 mm, la lunghezza della coda tra 47 e 57 mm, la lunghezza del piede tra 10 e 12 mm, la lunghezza delle orecchie tra 23 e 24 mm.

### Aspetto
La pelliccia è densa e setosa. Le parti dorsali sono bruno-cannella con la base dei peli giallo-brunastre, mentre le parti ventrali sono bruno-rossicce, con la base dei peli biancastra. Il muso è corto, con una foglia nasale molto lunga, lanceolata, ricoperta di piccoli peli, attraversata da una cresta longitudinale e con due fosse alla base che circondano le narici, circondate da escrescenze carnose. Sul labbro inferiore è presente un cuscinetto carnoso liscio e triangolare, mentre quello superiore è ricoperto di piccole verruche. Le orecchie sono molto grandi, larghe ed appuntite, con il margine anteriore che si curva alla base per unirsi sopra il muso. Un lobo carnoso è posizionato all'apertura del canale uditivo ed è in grado di chiuderlo completamente. Il trago è lungo circa la metà del padiglione auricolare, è appuntito e con due incavi alla base del margine posteriore. Le membrane alari sono nerastre e attaccate posteriormente sulla caviglia. La coda è lunga ed inclusa completamente nell'ampio uropatagio. Il calcar è lungo circa quanto il piede. Gli arti inferiori sono allungati.

## Biologia

### Comportamento
Si rifugia all'interno delle grotte e tra le rocce.

### Alimentazione
Si nutre di insetti.

## Distribuzione e habitat
Questa specie è diffusa nella Colombia meridionale e sud-orientale e nel Venezuela centro-occidentale.
Vive nelle foreste pluviali di pianura e nelle foreste a galleria all'interno di savane tra 80 e 300 metri di altitudine. È associata a formazioni granitiche.

## Conservazione
La IUCN Red List, considerato che questa specie è confinata in un tipo di habitat molto specifico, frammentato e scarsamente protetto, con la popolazione in declino di più del 30% negli ultimi 10 anni, classifica L.orinocensis come specie vulnerabile (VU).